# Граас, Даниэлла ван
Даниэлла Ван Граас (англ. Daniella van Graas, род. 4 августа 1975 года) — голландская актриса, фотомодель. Сотрудничала с Ford Models, Inc. В качестве модели сотрудничала с Armani Jeans, Aveeno, Barely There, CoverGirl, L’Oréal, Max Factor, Maybelline, Pantene, Pepsi и Tomasina. Получила известность, когда начала сотрудничать с Aveeno.
Фотографии ван Граас появлялись на обложках журналов Fitness, New Woman и Cosmopolitan. В октябре 2008 года появилась в ТВ-шоу Entourage. Сыграла эпизодические роли и роли второго плана в фильмах «Идеальный незнакомец» (2007), «Любовь по правилам и без» (2003), «Осень в Нью-Йорке» (2000).

## Фильмография
- Красавцы (2008)
- Идеальный незнакомец (2006)
- Marmalade (2004)
- Любовь по правилам и без (2003)
- Все мои дети (2002)
- New Americans (2002)
- Госпожа горничная (2002)
- Осень в Нью-Йорке (2000)